# Марки, Эд
Эдвард Джон Марки (англ. Edward John Markey), более известен как Эд Марки (англ. Ed Markey; род. 11 июля 1946, Молден) — американский политик, сенатор США от Массачусетса с 2013 года. Член Демократической партии.

## Биография
Вырос в католической семье, учился в начальной и средней приходских школах. В 1968 году получил в Бостонском колледже степень бакалавра искусств, а в 1972 году получил там же степень по праву. Будучи противником Вьетнамской войны, с 1968 по 1973 год числился в резерве армии США. В 1973 году избран в Палату представителей штата Массачусетс, создал себе положительную репутацию в местном отделении Демократической партии.

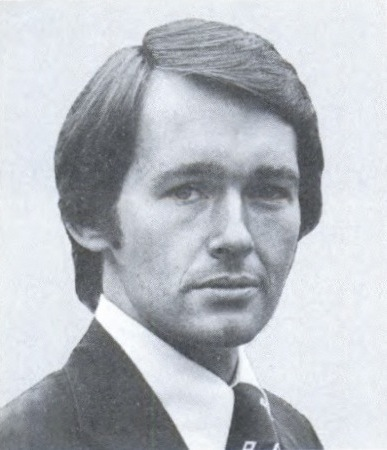
Эд Марки в Конгрессе 101 созыва, 1989

В 1976 году по итогам дополнительных выборов ввиду смерти Торберта Макдональда избран в Палату представителей США и подтверждал свой мандат девятнадцать раз, неизменно оставаясь в должности со 2 ноября 1976 по 15 июля 2013 года.
В 2010 году президент США вновь внес российско-американское соглашение о мирном атоме на ратификацию Конгресса США. С резолюцией «О неодобрении соглашения» выступили Марки и республиканец от Небраски Дж. Фортенберри. Однако в итоге Соглашение, пролежав в Конгрессе США 90 дней, было автоматически ратифицировано.
25 июня 2013 года избран в Сенат США на место, которое прежде занимал Джон Керри. После назначения Керри государственным секретарём его преемником был временно назначен Мо Коуэн (тогда Марки в противостоянии с республиканцем Габриэлем Гомесом заручился поддержкой 55 % избирателей). Вступил в должность 16 июля 2013 года.
Срок очередных выборов подошёл уже в ноябре 2014 года, и Марки был переизбран, одержав победу над республиканцем Брайаном Герром.

## Личная жизнь
В 1988 году Эд Марки женился на Сьюзан Блюменталь, которая позднее получила адмиральское звание и занимала должность помощника главного хирурга Вооружённых сил США.